# Hagen (torp)
Hagen var ett torp under Oxelby i Talby rote i Salems socken i Stockholms län. För att skilja Hagen från andra torp och backstugor med samma namn, kallades Hagen även för Oxelby Hage.   
Hagen tros ha uppförts i början av 1830-talet och beskrivs i kyrkböckerna som ett ”nybygge”. Bonden i gården Oxelby flyttade in i Hagen 1833, och tycks vara den förste som bodde i nybygget. Året innan, 1832, hade han blivit änkling och lämnade gården för att bosätta sig i Hagen. Den före detta bonden, sedermera backstugusittare, bodde i Hagen fram till sin död 1843.
Under 1930-talet var Hagen ett litet jordbruk med 12 hektar åker, fem kor och en häst. Byggnaderna och jorden ägdes av Stockholms vattenledningsverk som arrenderade ut ägorna. Omkring 1930 uppgick årsarrendet till 700 kronor.
Hagen revs i början av 1940-talet.
Lämningarna efter torpet är registrerade som möjlig fornlämning (RAÄ Salem 116:1). Riksantikvarieämbetet beskriver bebyggelselämningarna på följande sätt: ”Bestående av en husgrund efter bostadshus med spismursröse samt en ännu stående källare.”
Salems hembygdsförening har satt upp en torpskylt som markerar läget för torpet.